# K2-18b
K2-18b, även känd som EPIC 201912552 b, är en exoplanet som kretsar omkring den röda dvärgstjärnan K2-18, på 124 ljusårs avstånd från Jorden. I september 2019 meddelades det att två oberoende studier upptäckt vattenånga i planetens atmosfär, för första gången på en exoplanet i beboeliga zonen.

## Upptäckt
Keplerteleskopet upptäckte planeten 2015 och med hjälp av Hubbleteleskopet har man sedan detekterat vattenånga i dess atmosfär. Det var forskarna, verksamma vid University College London, som gjorde upptäckten efter att ha analyserat spektroskopiska data insamlade av rymdteleskopet. James Webb-teleskopet som skickades upp 2021 utförde mer noggranna observationer av planetens atmosfär. Nasa uppgav 2023 att teleskopet funnit koldioxid och metan i K2-18b:s atmosfär, vilket i kombination med avsaknaden av ammoniak kan tyda på att det finns hav bestående av vatten under den i övrigt väterika atmosfären. År 2025 hittades dimetylsulfid (DMS), en molekyl som kan användas som biomarkör för exoplaneter, i planetens atmosfär.

## Fysikaliska egenskaper
K2-18b, är cirka åtta gånger tyngre än jorden och förmodas vara en stenplanet, som jorden är. Planeten som ligger 124 ljusår bort är den första fasta planet där man upptäckt vattenånga utanför vårt eget solsystem. Exakt hur mycket vatten atmosfären innehåller är inte känd, men beräkningar visar att det kan vara så mycket som 50 procent. Därutöver tros den även innehålla stora mängder väte. Tidigare har man bara observerat vattenånga på stora gasjätte-planeter utan en solid kärna. K2-18b befinner sig i "den beboeliga zonen", som är ett område runt en stjärna där temperaturen gör att vatten kan finnas i flytande form, vilket är en förutsättning för liv. I planetsystemet finns ytterligare en planet (K2-18c).

## Bana
K2-18b fullbordar ett varv runt sin stjärna på 33 dagar. Det faktum att den ligger väldigt nära sin stjärna betyder också att K2-18b sannolikt har en rotation som är låst till stjärnans gravitation, som månen är i förhållande till jorden. Datormodeller har dock visat att beroende på atmosfärens sammansättning så kan värmen från solsidan mycket väl distribueras relativt jämnt också till den mörka sidan.
- Konstnärlig framställning av K2-18:s solsystem.

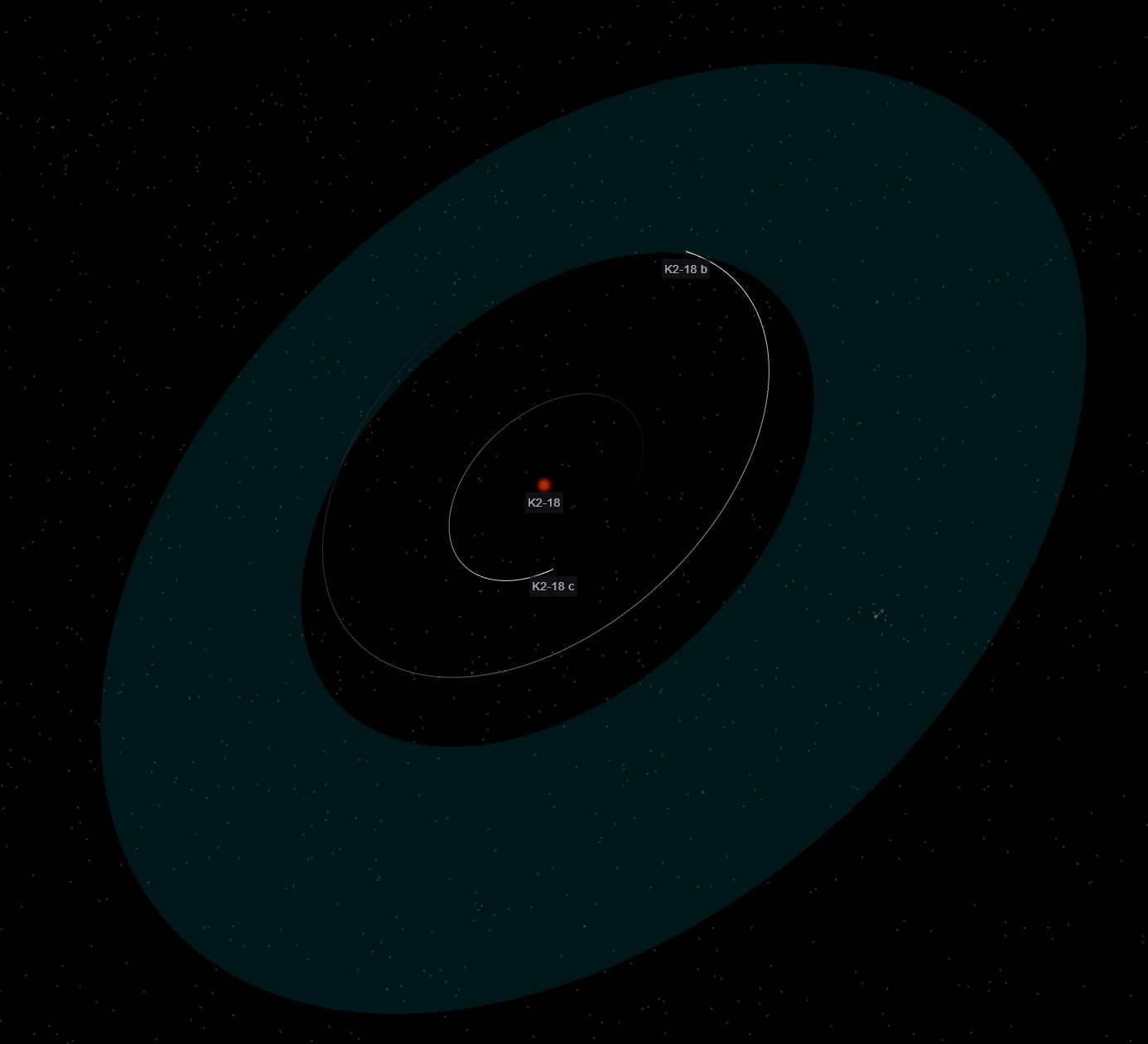
Diagram över K2-18:s planetsystem, som visar K2-18b:s bana samt den hittills obekräftade K2-18c:s bana och den beboeliga zonen.